# Červený Kostelec

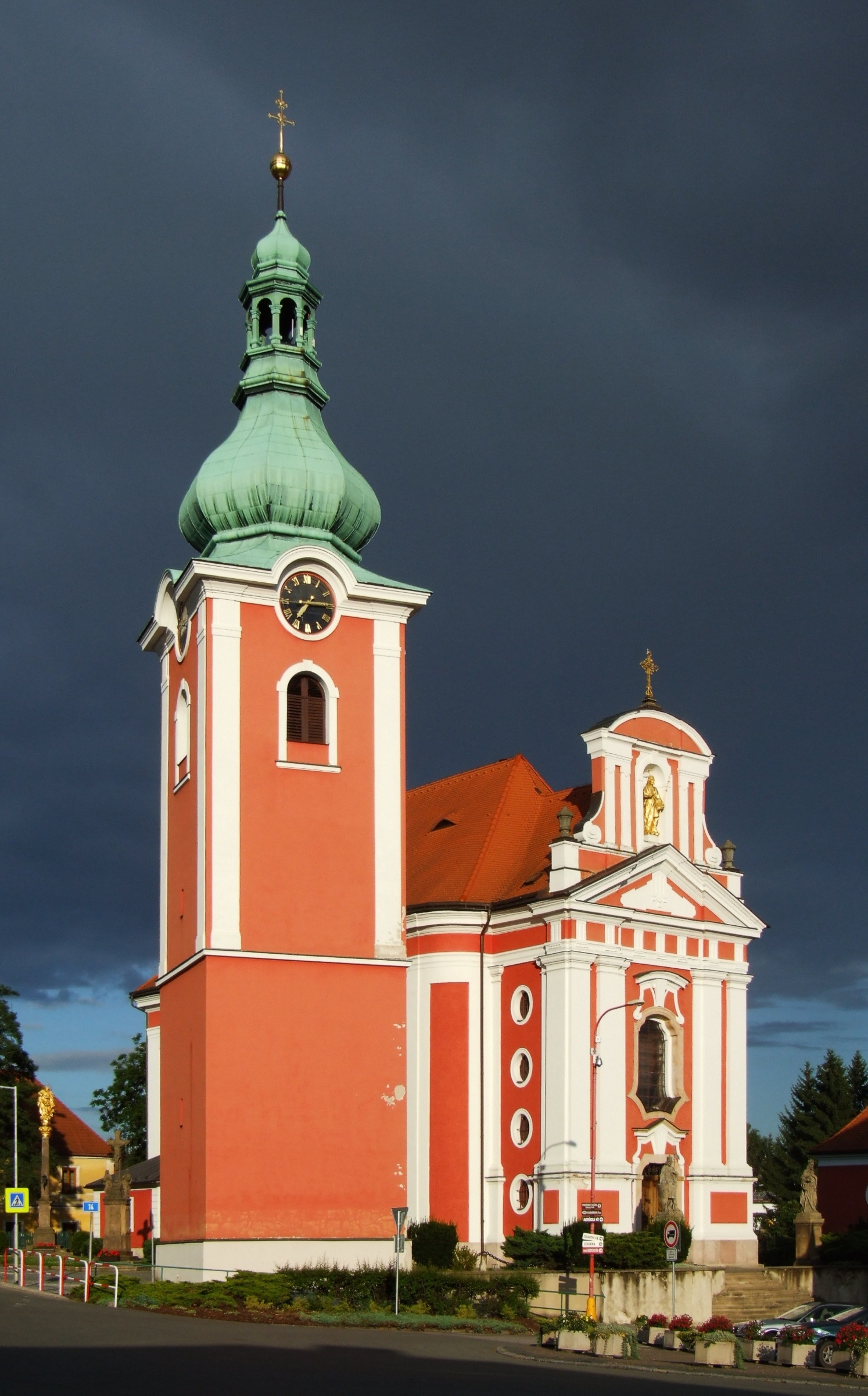
Kościół św. Jakuba

Červený Kostelec (niem. Rothkosteletz) – miasto w Czechach, w kraju hradeckim, w dawnym powiecie Náchod. Według danych z 1 stycznia 2015 powierzchnia miasta wynosiła 24,06 km², a liczba jego mieszkańców 8454 osób.
Znajduje się tutaj barokowa, zabytkowa świątynia - kościół św. Jakuba Większego.

## Demografia
| Rok             | 1970 | 1980 | 1991 | 2001 | 2003 |
| --------------- | ---- | ---- | ---- | ---- | ---- |
| Liczba ludności | 8726 | 9196 | 8598 | 8467 | 8441 |

Źródło: Czeski Urząd Statystyczny

## Miasta partnerskie
- Ząbkowice Śląskie  Polska
- Niemcza  Polska
- Küsnacht  Szwajcaria
- Warrington  Wielka Brytania